# Fanta Singhateh
Fanta Singhateh (Fatou Fanta Basse Sagnia oder Sagniang oder Fatou Sanyang-Singhateh; * 13. Juli 1929 in Georgetown, heute Janjanbureh; † 11. Mai 2023) war eine gambische First Lady.

## Leben
1949 heiratete sie den damaligen medizinischen Angestellten und späteren Generalgouverneur Gambias, Farimang Singhateh, der von 1966 bis 1970 Königin Elisabeth II. repräsentierte. 1964 absolvierte sie mit ihrem Mann die islamische Pilgerfahrt Haddsch. 1977 starb ihr Ehemann, mit dem sie sechs Kinder hatte.
Als ihr Ehemann 1966 bis 1970 Generalgouverneur war, war sie die erste First Lady Gambias mit gambischer Staatsbürgerschaft. Gemeinsam mit ihrem Ehemann unterstützte sie die People’s Progressive Party (PPP) in ihrer Gründungsphase und setzte sich für das Ende des Kolonialismus ein. Sie nutzte ihre Position zur Bekämpfung von Armut und Unterstützung von Frauen und Kindern. Ab 1966 engagierte sie sich in der Wohltätigkeitsorganisation Women’s Corona Society.

## Auszeichnungen und Ehrungen
2012 erhielt sie den Order of the Republic of The Gambia in der Stufe Commander (CRG).